# 克里斯·威克姆
克里斯托弗·約翰·「克里斯」·威克姆（英語：Christopher John "Chris" Wickham，1950年5月18日—）是一位英国历史学家，专攻中世纪意大利社会史，牛津大学榮譽退休教授，主要作品有《构建中世纪早期：400—800年的欧洲和地中海》（Framing the Early Middle Ages: Europe and the Mediterranean 400–800）、《罗马帝国的遗产：400-1000》（The Inheritance of Rome: Europe 400-1000）、《中世纪欧洲》（Medieval Europe）等。